# Saint Vincent och Grenadinerna i olympiska sommarspelen 2000
Saint Vincent och Grenadinerna deltog i de olympiska sommarspelen 2000 med en trupp bestående av fyra deltagare, två män och två kvinnor, men ingen av landets deltagare erövrade någon medalj.

## Friidrott
Herrarnas maraton
- Pamenos Ballantyne
  - Final — 2:19:08 (→ 31:a plats)

Damernas 100 meter
- Natasha Laren Mayers
  - Omgång 1 — 11.61 (→ gick inte vidare)